# Саванакет
Саванакет – град в Южен Лаос. Разположен е край река Меконг. Населението му е 124 000 души.
Той е столица на провинция Саванакет и е третият по големина град в страната. Има пристанище и аерогара.

## История
Градът е основан през 1894 г.

## Икономика
Развити са хранително-вкусовата промишленост и дървообработването. Съща така Саванакет е развит търговски център.

## Образование
Има университет, открит официално през октомври 2009 г. Там могат да се изучават икономика, мениджмънт, селско стопанство, околна среда, хуманитарни науки, филология.

## Туризъм
Има будистки храм, датиращ от 15 век, католическа църква, китайски храм и джамия. Интерес представлява и Мостът на дружбата над река Меконг.